# محمود مهرداد شکریه
محمود مهرداد شکریه پژوهشگر ایرانی و استاد مهندسی مکانیک دانشگاه علم و صنعت ایران است. او در سال ۱۳۹۵ به‌عنوان استاد ممتاز دانشگاه علم و صنعت معرفی شد.
وی از پژوهشگران و دانشمندان برجسته حوزۀ مواد مرکب (کامپوزیت) می‌باشد.